# Женщина в бегах (фильм Майкла Гордона)
«Женщина в бегах» (англ. Woman in Hiding) — фильм нуар режиссёра Майкла Гордона, вышедший на экраны в 1950 году.
Фильм рассказывает о молодой наследнице фабрики (Айда Лупино), которая в первый день медового месяца сбегает от мужа (Стивен МакНэлли), заподозрив его в том, что он убил её отца и женился на ней ради наследства.
Фильм близок субжанру фильма нуар, условно называемому «женщина в опасности», к которому также относятся такие картины, как «Ребекка» (1940) и «Подозрение» (1941) Альфреда Хичкока, «Меня зовут Джулия Росс» (1945) Джозефа Х. Льюиса и «Тайна за дверью» (1948) Фритца Ланга. По словам критика Хэла Эрисона, «Женщина в бегах» составит отличную пару картине «В постели с врагом» (1991) с участием Джулии Робертс.

## Сюжет
Легковой автомобиль тёмной ночью на огромной скорости несётся по извилистой горной дороге неподалеку от городка Кларквилл в Северной Каролине. В какой-то момент он не вписывается в поворот и вылетает с моста в реку. На следующее утро при стечении народа полиция извлекает машину из реки и начинает поиски тела сидевшей за рулём Деборы Чандлер Кларк (Айда Лупино). В действительности Дебора жива и наблюдает за происходящим из леса с расстояния в несколько сот метров. Она начинает вспоминать события последних дней, которые предшествовали этой катастрофе…
Дебора является единственной дочерью Джона Чандлера, владельца крупнейшего предприятия Кларквилла — фабрики по переработке древесины. Главным управляющим фабрики работает Селдон Кларк (Стивен МакНэлли), прапрадед которого основал как сам город, так и фабрику. Однажды после почти годичного отсутствия Дебора возвращается из Нью-Йорка в Кларквилл и на фабрике встречает Селдона, с которым у неё предположительно были романтические отношения, которые прервались после её отъезда в Нью-Йорк. Селдон просит у Деборы прощения за то, что не уделял ей внимания после её отъезда из города. Между Деборой и Селдоном как будто вновь складываются отношения, однако её отец очень неодобрительно относится к их связи, считая, что Селдон не любит Дебору и общается с ней только ради того, чтобы завладеть фабрикой. Он говорит, что в своё время сделал большую ошибку, когда нанял Селдона управляющим фабрикой. Вскоре Деборе сообщают, что её отец упал с верхнего этажа фабрики и разбился насмерть. Сразу после его похорон Селдон приезжает вместе с Деборой к ней домой. Наедине Селдон утешает Дебору и затем настойчиво предлагает ей выйти за него замуж. В итоге, не устояв против его напора, Дебора соглашается.
Сразу после свадьбы счастливая пара — Дебора и Селдон — едет провести медовый месяц в расположенном неподалёку уединённом горном доме, который арендовал Селдон. В дверях дома их неожиданно встречает некая Патрисия Монахан (Пегги Дау). Со слов Патрисии становится ясно, что она состояла (а, возможно, и состоит) в любовной связи с Селдоном. Селдон не раз приезжал к ней в её городок Рэйли, а также они не раз встречались наедине в этом доме. Разозлённый Селдон бьёт Патрисию по лицу, после чего Патрисия обвиняет его в том, что он женился на Деборе из-за денег и даёт понять, что он убил Чандлера. Патрисия уезжает. Оставшись наедине, Дебора говорит Селдону, что аннулирует их брак. Селдон отвечает ей, что действительно рассчитывает стать владельцем фабрики, и не позволит ей уйти от него. Ночью Дебора тихо выходит из дома, не подозревая, что Селдон за ней следит. Она садится за руль автомобиля и уезжает домой, однако по дороге понимает, что тормоза у машины умышленно повреждены. На одном из поворотов машина вылетает с моста в реку, но Деборе в последний момент удаётся выпрыгнуть из машины и спастись…
Дебора видит, как Селдон проявляет крайнюю озабоченность по поводу её исчезновения и принимает активное участие в поисках с намерением найти её тело во что бы то ни стало. К данному случаю приковано внимание местной прессы, однако полиция рассматривает произошедшее как несчастный случай. Дебора понимает, что не имеет никаких доказательств причастности Селдона к убийству её отца и покушению на её жизнь. Она решает самостоятельно разоблачить Селдона и в этих целях решает временно скрыть, что она осталась жива, чтобы Селдон не мог её преследовать. Дебора рассчитывает разыскать Патрисию и опираясь на её свидетельство выдвинуть обвинение против Селдона.
Приехав в Рэйли, Дебора покупает газету в киоске на автобусном вокзале. С ней заводит разговор торговец газетами, бывший студент и бывший солдат Кит Рэйли (Говард Дафф), который увлекается яхтами и мечтает открыть небольшой собственный яхт-клуб в Калифорнии. Озабоченная своими проблемами, Дебора быстро удаляется. Она находит адрес Патрисии и приезжает к ней домой, однако выясняется, что Патрисия уехала и вернётся домой только через 2-3 недели. Дебора решает ждать возвращения Патрисии и временно устраивается в местном кафе официанткой под именем Энн Картер.
Тем временем Селдон понимает, что не может стать полноправным собственником фабрики, так как по закону, в случае если тело погибшего не найдено, права наследования наступают только через семь лет. Это не позволяет ему развернуть задуманную им программу реконструкции на фабрике, включающую закупку нового оборудования. Для укрепления собственного имиджа, а также для того, чтобы активизировать усилия по розыску тела погибшей Деборы, Селдон через газету даёт объявление о том, что выплатит вознаграждение в размере 5 тысяч долларов тому, кто сообщить информацию о местонахождении Деборы. Увидев свою фотографию в газете, Дебора понимает, что будет очень быстро обнаружена. В тот же день она увольняется с работы и уезжает на автобусе в Ноксвилл. На автобусном вокзале её замечает Кит, который незадолго до того увидел её фотографию в газете. Он тут же увольняется с работы, покупает билет на тот же автобус, что и Дебора, и отправляется в путь. В автобусе между ними устанавливаются дружеские отношения. Добравшись до Ноксвилля, оба выходят из автобуса, и Кит приглашает Дебору вечером на ужин. Затем он звонит Селдону и сообщает, что знает где находится Дебора, и приглашает его немедленно приехать, рассчитывая получить вознаграждение. Однако Селдон отвечает, что занят и сегодня приехать не сможет, а сам немедленно собирается и выезжает в Ноксвилл.
Между тем Кит и Дебора сначала совместно ужинают, а потом чудесно проводят время в парке, между ними как будто складываются тёплые близкие отношения. Они возвращаются в гостиницу, где попадают в круговорот развлекательных мероприятий, связанных с проведением конгресса. Толпа участников конгресса разделяет Дебору и Кита, и они теряют друг друга из вида. В этот момент в гостиницу приезжает Селдон, который замечает Дебору и пытается к ней приблизиться. Дебора выходит на пустынную запасную лестницу, чтобы спуститься на свой этаж, вслед за ней туда выходит Селдон. Он догоняет её, хватает и пытается сбросить в лестничный пролёт. Однако в последний момент на лестницу выскакивает толпа участников конгресса, что позволяет Деборе воспользоваться моментом и скрыться в толпе.
Запуганная, разнервничавшаяся Дебора приходит к Киту, и честно рассказывает ему, кто она такая, утверждая, что Селдон уже дважды пытался её убить. Кит решает, что у Деборы возникли проблемы с психикой после несчастного случая. Он провожает её до поезда и проводит в купе, в котором её поджидает Селдон. Очевидно, что Кит испытывает симпатию к Деборе и даже отказывается от вознаграждения, которое ему предлагает Селдон. Выйдя из поезда, Кит встречает одного из участников конгресса, который говорит, что видел Селдона прошлой ночью в гостинице. Кит понимает, что Селдон его обманул, и что Деборе, видимо, действительно угрожает опасность. Он решает догнать ушедший поезд. Оставшись в купе наедине, Селдон говорит Деборе, что у неё есть только два выхода — либо смерть, либо психиатрическая больница. Во время ссоры в купе Деборе удаётся ударить Селдона по голове сифоном, в результате чего тот теряет сознание. Она вырывается из купе и на очередной остановке спрыгивает с поезда и убегает. Неожиданно на станции её догоняет Кит, который говорит, что верит ей и готов ей помочь.
Дебора звонит Патриции и просит её помочь разоблачить Селдона (она не знает, что Патриция в тот момент находится в его компании). Они договариваются о встрече, при этом Дебора просит Кита не ходить вместе с ней, так как считает, что двум женщинам будет проще понять друг друга. Патриция приглашает Дебору сесть для разговора к ней в машину и уезжает, объясняя это тем, что боится, что их заметят вместе. Кит видит, как они отъезжают. По дороге Дебора уговаривает Патрицию вместе пойти в полицию и рассказать, что Селдон — убийца, рассчитывая, что им двоим поверят. Однако Патриция отказывается в этом участвовать, говоря, что и так имеет очень много неприятностей из-за этого дела. Дебора уговаривает её рассказать всё юристу её отца, и та соглашается при условии, что сделает это прямо этим вечером. Они подъезжают к фабрике. Патриция достаёт пистолет и, угрожая оружием, заставляет Дебору зайти в здание фабрики, где их поджидает Селдон. Патриция готова застрелить Дебору, но Селдон останавливает её, говоря, что надо имитировать самоубийство, чтобы Дебора упала с высоты и разбилась. Деборе удаётся убежать и скрыться в темноте. В этот момент на фабрику приезжает Кит на такси. Во время напряжённого преследования по цеху в почти полной темноте Селдон ошибочно принимает Патрицию за Дебору, он толкает её вниз она падает и разбивается. Появляется Кит и начинает преследовать Селдона. Мужчины вступают в драку на самых верхних мостках. Дебора окликает Селдона. В ужасе Селдон понимает, что столкнул вниз не ту женщину, он пятится назад, теряет равновесие, падает вниз и разбивается.
…Через три месяца после свадьбы Дебора и Кит приезжают в Калифорнию, в то место, где Кит мечтал заниматься яхтами.

## В ролях
- Айда Лупино — Дебора Чандлер Кларк
- Стивен МакНэлли — Селдон Кларк
- Говард Дафф — Кит Рэмси
- Пегги Дау — Патрисия Монахан
- Джон Лител — Джон Чандлер
- Тейлор Холмс — Лусиус Мори
- Джо Бессер — продавец с барабаном
- Ирвинг Бейкон — «Попс» Линк

В титрах не указаны
- Хейни Конклин — гостиничный официант
- Гертруда Астор — посетительница аптеки

## История создания фильма
В основу настоящего фильма сценаристы Оскар Саул и Рой Хаггинс положили серийный роман «Беглянка от ужаса» Джеймса Уэбба, который публиковался в журнале «Saturday Evening Post» весной 1949 года.
Айда Лупино подписала договор на главную роль в этом триллере «Юнивёрсал-Интернешнл» в тот момент, когда готовилась ставить свой второй фильм (после того, как уже принимала на себя обязанности режиссёра у заболевшего Элмера Клифтона при постановке картины «Нежеланная» (1949), где она выступила также автором сценария и продюсером вместе со своим тогдашним мужем Коллье Янгом).
Производство фильма началось в июле 1949 под оригинальным названием «Беглянка от ужаса», где Лупино первоначально должна была играть в паре с Рональдом Рейганом. Лупино поддерживала с Рейганом дружеские отношения во время их совместной работы на «Уорнер бразерс». Однако после избрания в 1946 году вице-президентом Гильдии киноактёров Рейган стал проводить антикоммунистическую политику, что привело к его столкновению с Лупино и Янгом, которые придерживались левых взглядов. Официально Рейган был освобождён от роли по причине травмы ноги, которую он получил во время благотворительного футбольного матча.
Студия «Юнивёрсал-Интернешнл» заменила Рейгана контрактным актёром Говардом Даффом, «ставшим третьей стороной типичного для нуара любовного треугольника вместе Лупино и Стивеном МакНэлли». Звезда успешной многолетней радио-драмы «Приключения Сэма Спейда», Говард Дафф был новичком в кино, но уже сыграл памятные роли второго плана в нуарах Жюля Дассена «Грубая сила» (1947) и «Обнажённый город» (1948), а также с Эдвардом Робинсоном и Бертом Ланкастером в драме «Все мои сыновья» (1948) по нашумевшей театральной пьесе Артура Миллера.
«Лупино познакомилась с Даффом за несколько лет до съёмок этого фильма на одной из вечеринок, однако тогда между ними состоялся резкий обмен репликами, после чего они не общались. В первый день съёмок Лупино была сражена, когда, зайдя в свою гримёрную, увидела букет белых орхидей и записку: „Айде Лупино от Говарда Даффа… ненавидишь меня или нет“. Химия между двумя звёздами была ощутима во время всего периода съёмок фильма в сентябре 1949 года». 20 сентября 1951 года Лупино развелась с Коллье Янгом, и на следующий день вышла замуж за Даффа..
Партнёрство Лупино и Даффа продлилось до 1966 года (хотя пара официально развелась только в 1984 году), что привело к целой серии совместных работ в нуаровых драмах, среди них «Дженнифер» (1953), «Личный ад 36» (1954) Дона Сигела, «Женская тюрьма» (1955) и «Пока город спит» (1956) Фритца Ланга. Впоследствии они вместе сыграли главные роли в ситкоме «Мистер Адамс и Ева» (1957-58) (где Коллье Янг был исполнительным продюсером), а также пару суперзлодеев в телесериале «Бэтмен» (1966—1968).
«Будучи востребованным на протяжении своей долгой карьеры, Дафф сыграл роли высокого профиля в фильмах „Позднее шоу“ (1977) Роберта Бентона и „Свадьба“ (1978) Роберта Олтмэна, а также в оскароносном фильме Бентона „Крамер против Крамера“ (1979). Страдая от слабого здоровья и алкогольной зависимости, Лупино в конце карьеры играла малозначимые роли второго плана в таких низкобюджетных картинах, как „Пища богов“ (1976) и „Адский дождь“ (1975), а в 1978 году вышла на пенсию. На момент смерти в 1995 году Лупино только начали оценивать как ключевую фигуру в развитии американского независимого кино».
Свои наиболее заметные роли Стивен МакНэлли сыграл в драме «Джонни Белинда» (1948) и вестерне «Винчестер 73» (1950). В 1940-50-е годы он сыграл также в таких фильмах нуар, как «Крест-накрест» (1949), «Город за рекой» (1949), «Выхода нет» (1950) и «Доля секунды» (1953),.
Помимо данного фильма режиссёр Майкл Гордон поставил фильмы нуар «Паутина» (1947), «Акт убийства» (1948) и «Леди играет в азартные игры» (1949), а также криминальный триллер «Портрет в чёрном» (1960), хотя более известен как постановщик комедий и романтических мелодрам.

## Оценка критики
Кинокритик Босли Краузер в «Нью-Йорк Таймс» сразу после выхода фильма на экраны дал ему достаточно благоприятный отзыв, написав, что «хотя фильм и не претендует ни на что иное, как на мелодраму, однако в отличие от многих других произведений в этом жанре, добавляет к своему саспенсу несколько убедительных психологических образов. Комбинация этих двух черт немного поднимает его выше стандартных фильмов этой категории». Далее он пишет: «Если не считать кульминации, которая представляет собой нечто совсем не вдохновляющее, поставленная Майклом Гордоном история молодой жены в отчаянном бегстве от своего мужа-убийцы движется с нарастающим напряжением, несмотря на проявляющиеся время от времени некоторые малоправдоподобные моменты». Краузер резюмирует, что фильм представляет собой «скромное произведение», но вместе с тем «содержит дозу подлинного волнения, поданную в живой манере». В 2000-е годы критик Деннис Шварц более критично оценил картину, назвав её «неровной мелодрамой со слишком большим числом надуманных сцен бегства и слишком счастливым концом, из-за чего фильм не претендует ни на что, кроме как на скромный триллер».
Вместе с тем Шварц указал, что «режиссёрская работа Майкла Гордона квалифицирована и искусна», а «Айда Лупино в роли дамочки в отчаянии великолепна». Краузер также считает, что Лупино «в роли леди в отчаянии даёт идеально симпатичное изображение обезумевшей от страха жены, которую гонит сознание того, что её муж-интриган либо убьёт её, либо в случае неудачи посадит её в психиатрическую больницу». Характеризуя игру остальных актёров, Краузер пишет, что «Стивен МакНэлли играет холодного и расчетливого преследователя, который делит свою любовь между фабрикой и любовницей», на должном уровне исполняют свои роли Говард Дафф, «который выручает смятённую мисс Лупино», и Пегги Дау в роли «несчастной подружки МакНэлли».